# Kloužovice
Kloužovice (německy Klauschowitz) jsou vesnice, část města Chýnov v okrese Tábor v Jihočeském kraji. Nachází se asi dva kilometry severozápadně od Chýnova. Kloužovice jsou také název katastrálního území o rozloze 3,78 km².

## Historie
První písemná zmínka o vesnici pochází z roku 1318.

## Obyvatelstvo
| Rok            | 1869 | 1880 | 1890 | 1900 | 1910 | 1921 | 1930 | 1950 | 1961 | 1970 | 1980 | 1991 | 2001 | 2011 | 2021 |
| -------------- | ---- | ---- | ---- | ---- | ---- | ---- | ---- | ---- | ---- | ---- | ---- | ---- | ---- | ---- | ---- |
| Počet obyvatel | 286  | 296  | 318  | 319  | 312  | 272  | 262  | 200  | 232  | 220  | 172  | 146  | 149  | 152  | 174  |
| Počet domů     | 25   | 29   | 34   | 38   | 36   | 37   | 44   | 52   | 76   | 56   | 51   | 61   | 63   | 69   | 75   |

## Obecní správa
Při sčítání lidu v letech 1850–1899 Kloužovice byly osadou obce Dobronice u Chýnova v okrese Tábor. V letech 1900–1980 byly samostatnou obcí v okrese Tábor. Od 1. července 1980 jsou částí města Chýnov v okrese Tábor. V letech 1900–1980 k obci patřily Velmovice a od 26. listopadu 1971 do 30. června 1980 také Dobronice u Chýnova.